# برنینا
برنینا (انگلیسی: Bernina) شرکت نساجی سوئیسی است، که در سال ۱۸۹۳ تأسیس شد.